# Sepulcrum Domini di Altshausen

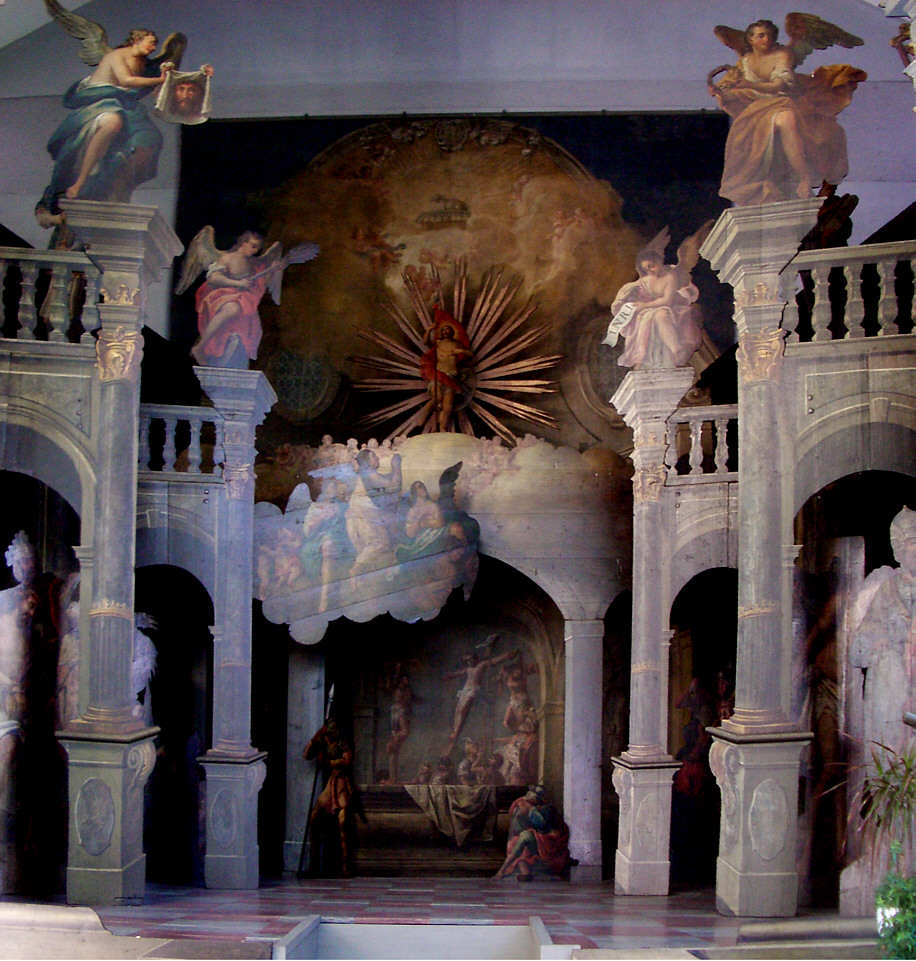
Veduta d'insieme del Sepulcrum Domini di Altshausen

Il Sepulcrum Domini di Altshausen è un cenotafio barocco realizzato nel 1763 per conto del conte Christian Moritz von Königsegg-Rothenfels nella cappella del Santo Sepolcro ad Altshausen, nel distretto di Ravensburg, in Alta Svevia, in Germania. La struttura, dopo anni di abbandono, è stata ricomposta e ricostruita nel 2002/03 per conto del duca Carlo di Württemberg. L'opera d'arte è costituita da una grande tela dipinta con arcate e pannelli in legno. Le scene della passione, morte e risurrezione di Gesù sono rappresentati con figure a grandezza naturale. Nulla si sa invece degli artigiani e dei pittori che eseguirono i lavori sull'opera.

## Storia

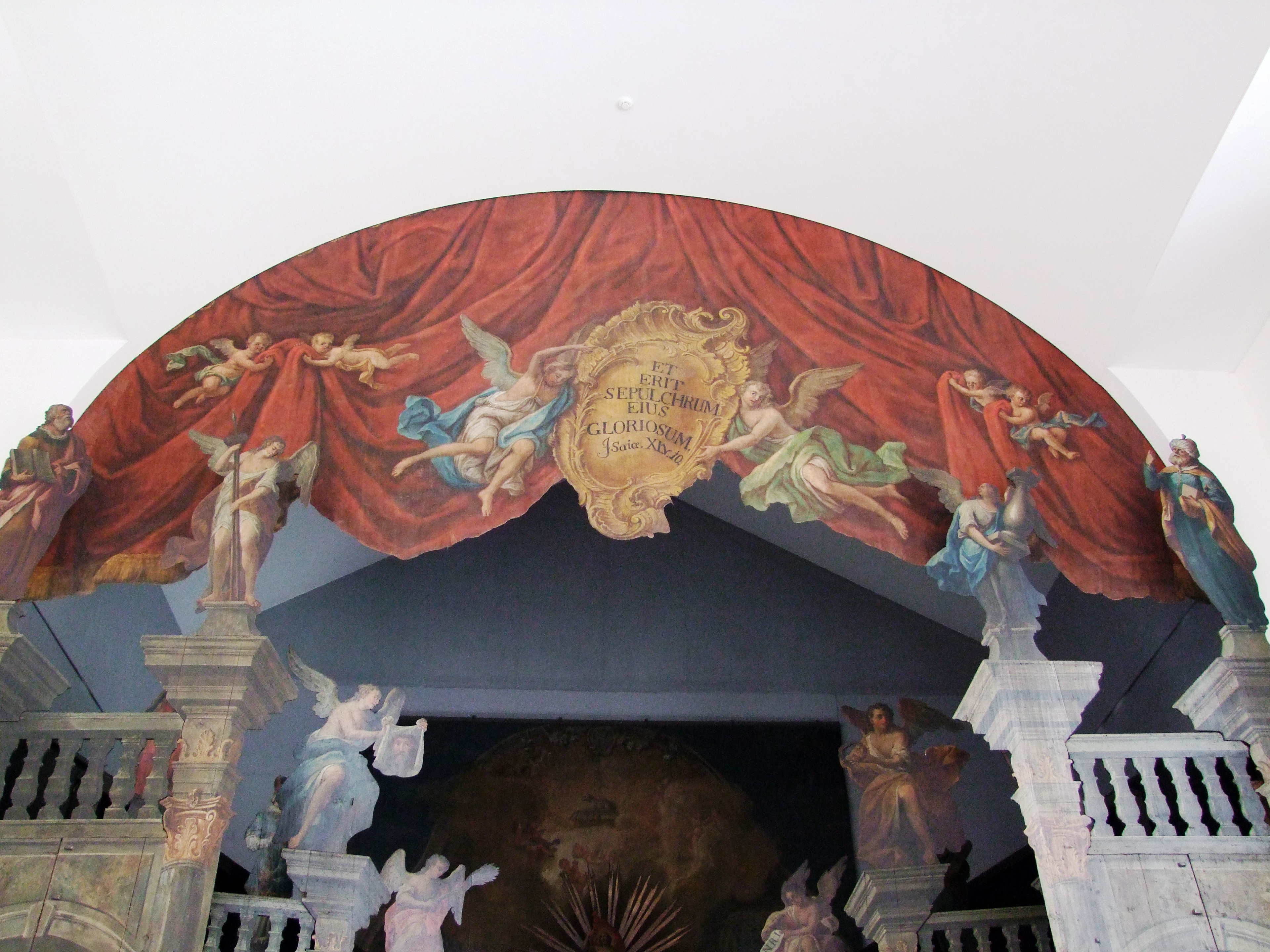
Angeli che sostengono l'inscrizione nella parte superiore delle prime colonne

L'opera venne commissionata dal conte Christian Moritz von Königsegg-Rothenfels, commendatore dell'Ordine Teutonico, ad Altshausen, città dove egli esercitava la propria tutela e dove aveva un proprio palazzo. Il Sepulcrum Domini venne eretto all'interno della cappella del Santo Sepolcro nella chiesa locale.
L'opera, grandiosa nello stile, ad ogni modo venne archiviata già dal 1786 quando il Landkomtur Reuttner von Weyl decretò, nello spirito dell'applicazione delle riforme del giuseppinismo, che l'erezione di tombe sacre nelle Landkommende doveva essere evitata. Nel 1804, a distanza di anni, il Sepulcrum Domini di Altshausen venne riutilizzato e rimase in uso sino al 1827 quando il vescovo di Rottenburg, Johann Baptist von Keller, vietò nuovamente l'uso di queste strutture nelle chiese della diocesi. Fu in quest'epoca che l'opera venne smembrata in più parti, coi legni portanti che andarono ad essere riutilizzati per impalcature ed il resto venne archiviato in chiesa. Durante la Settimana Santa del 1854, il Sepulcrum Domini venne ripristinato e restaurato nel 1883 da un pittore di Ravensburg. Nel 1921 l'opera venne nuovamente sottoposta a restauri. La Congregazione dei riti della Santa Sede nel 1955 vietò nuovamente l'erezione dei Sepulcri Domini nelle chiese parrocchiali e quindi l'opera venne nuovamente archiviata nella soffitta della chiesa di Altshausen dove rimase sino al 2001. In quell'anno vennecostituita l'Associazione Amici del Santo Sepolcro di Altshausen e nel 2002/03, su interessamento del duca Carlo di Württemberg, venne costruita una cappella apposita accanto alla chiesa parrocchiale di San Michele dove venne il Sepulcrum Domini venne rimontato in maniera permanente per essere ammirato dal pubblico, dopo un ulteriore restauro.

## Struttura

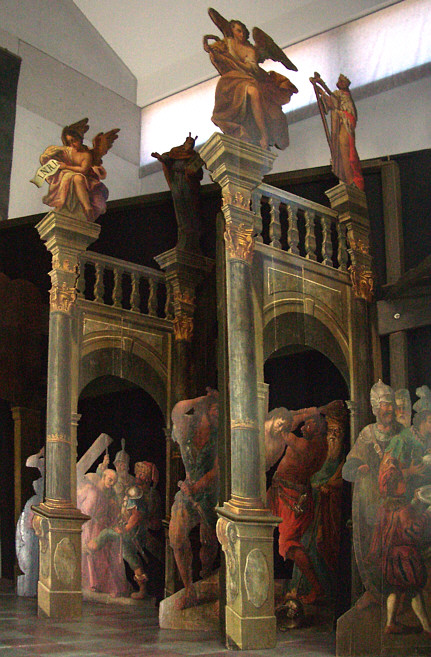
La seconda e la terza arcata di destra

Il Sepulcrum Domini di Altshausen è organizzato in modo teatrale, con tre arcate a due colonne disposte una dietro l'altra per ciascun lato. Dietro ogni arcata si trova la scena con figure dipinte su pannelli di legno. Al centro della scena vi è un arco a quattro pilastri sotto il quale si trovano le ultime scene. Sopra le prime arcate si trova un baldacchino sul quale due angeli reggono un cartiglio con un'iscrizione tratta dal Libro di Isaia: ET ERIT SEPULCHRUM EIUS GLORIOSUM ("E la sua tomba sarà gloriosa", 11,10). I capitelli delle sei colonne verso il centro sono coronati da angeli in vesti di diverso colore con in mano i differenti strumenti della Passione. A sinistra gli angeli sorreggono ciascuno una lancia con una spugna d'aceto, il fazzoletto della Veronica e dei flagelli, a destra la colonna del flagello, la corona di spine e la scritta INRI posta in capo alla croce. I capitelli verso le pareti presentano invece pannelli pittorici con personaggi dell'Antico Testamento. La prima figura a sinistra rappresenta Geremia, dietro di lui sono posti Abramo e Aronne. Sul lato destro c'è Isaia davanti, seguito dal re Davide e da Mosè.